# Cocculinella osteophila
Cocculinella osteophila är en snäckart som beskrevs av B.A. Marshall 1983. Cocculinella osteophila ingår i släktet Cocculinella och familjen Cocculinellidae. Inga underarter finns listade i Catalogue of Life.